# Eulasia bombyliformis
Eulasia bombyliformis es una especie de coleóptero de la familia Glaphyridae.

## Distribución geográfica
Habita en Kazajistán y Turkmenistán.